# Pars Krisztián
Pars Krisztián (Szentgotthárd, 1982. február 18. –) olimpiai bajnok magyar kalapácsvető.

## Sportpályafutása
Pars Krisztián középiskolásként ismerkedett meg a kalapácsvetéssel. A szentgotthárdi fiú, a szintén innen származó Gécsek Tibor példája nyomán a Szombathelyi DOBÓ SE-ben kezdett el sportolni. Gécsek szlovén családból származik, hasonlóan Parsnak is vannak anyai ágról szlovén gyökerei. Edzője kezdetektől fogva a világhírű mesteredző, Németh Pál volt. 1999-ben, a lengyelországi Bydgoszczban 17 évesen ifjúsági világbajnokságot nyert. A 2000-es junior vb-t műtétje miatt hagyta ki. 2001 júniusában magyar junior rekordot dobott. Egy hónap múlva junior Európa-bajnokságot nyert Grosettóban. Ebben az évben, 2001 szeptemberében Szombathelyen a junior világcsúcsot is sikerült megjavítania 81,35 méteres dobásával. Ezt a rekordját 2006 júliusában tudta csak megjavítani az orosz Jevgenyij Ajdamirov. 2003-ban Bydgoszczban U23 Európa-bajnok lett.
2003-ban teljesítette az olimpiai kvalifikációs A-szintet. 2004-ben megnyerte a téli Európa Kupát, győzött Halléban, Szombathelyen és Torinóban. Az athéni olimpián második helyen jutott a döntőbe, ahol 78,73 méterig jutott, ezzel akkor az 5. helyen végzett. A NOB 2012-ben felülvizsgálta az athéni olimpia doppingvizsgálatain leadott mintákat. A férfi kalapácsvetésben eredetileg ezüstérmes Ivan Cihan vizsgálati eredménye tiltott szer használatát mutatta ki, így megfosztották érmétől. Pars ezzel a negyedik helyre lépett előre. 2005-ben megnyerte a magyar bajnokságot. A 2005-ös Helsinkiben megrendezett világbajnokságon 7. helyezést ért el 78,03 méteres dobásával. 2006-ban ismét magyar bajnok lett. A 2006-os göteborgi Európa-bajnokságon 78,34 méter volt a legjobb eredménye, ezzel ott a 6. helyen zárt. 2007-ben megnyerte a téli dobó bajnokságot. A téli dobó Európa-kupán negyedik volt. Második volt Bydgoszczban, Halléban és Prágában. A 2007-es oszakai vb-n már 5. lett 80,93 méterrel.
2008 júliusában a szezon addigi legjobb eredményével győzött, majd 80 méteren felüli eredménnyel nyert Görögországban és az ob-n is. A pekingi olimpiára már éremesélyesként érkezett, és a selejtezőből egyedüliként 80 méter fölé jutva, a legjobb eredménnyel jutott a döntőbe. A döntőben azonban nem tudott akkorát javulni, mint ellenfelei, és 80,96 méteres eredményével a 4. helyet szerezte meg. A második helyen végzett fehérorosz Vadzim Dzevjatovszkit, illetve a szintén fehérorosz harmadik helyezett Ivan Cihant doppingvétség miatt kizárták, így úgy nézett ki, hogy ezüstérmet kap. 2010 júniusában a Nemzetközi Sportdöntőbíróság elfogadta a fehéroroszok fellebbezését, és nekik ítélte az érmeket. 
2009 januárjában mestere, szinte második apja, Németh Pál váratlanul elhunyt. Edzéseinek irányítást a mesteredző fia, az 1999-es vb-ezüstérmes kalapácsvető, Németh Zsolt vette át. A 2009-es berlini vb-re esélyesként érkezett, addig minden versenyt megnyert, de Berlinben lecsúszva a dobogóról, a 4. helyen végzett. A 2010-es barcelonai Eb-n megszerezte élete első felnőtt nemzetközi érmét, egy bronzot. 2011 májusában teljesítette az olimpiai kiküldetési szintet. A tegui világbajnokságon kitűnő versenyzéssel, 81,18 méterrel végzett, hat centivel maradt el a győztes Murofusi Kódzsitól, így ezüstérmes lett. 2011 szeptemberében 81,89 métert dobott Szombathelyen, mellyel az év végi világranglista első helyén zárt.

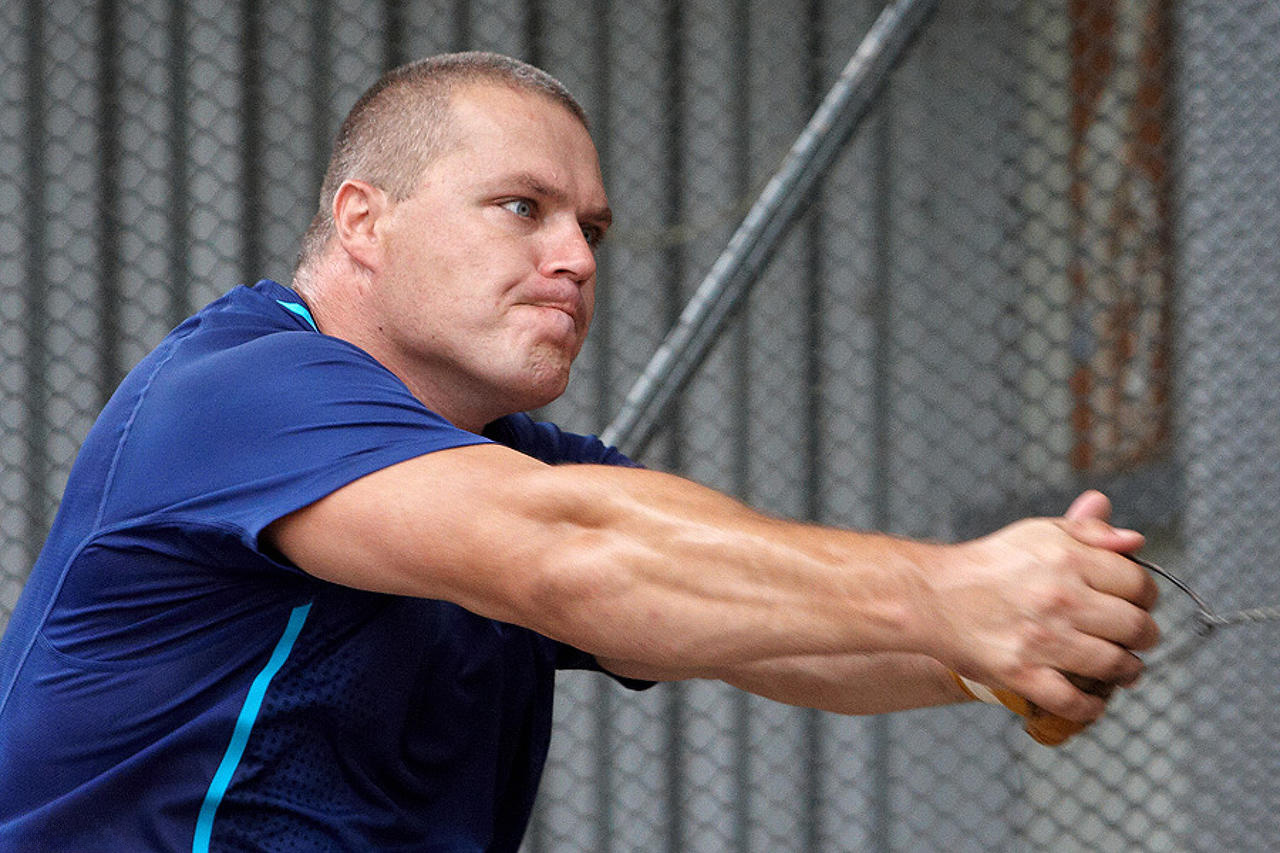
A 2012. évi nyári olimpiai játékokon

2012 áprilisában 81,16 méteres dobással kezdte a versenyszezont Szombathelyen. Május végén Ostravában 82,28 métert ért el. Az Európa-bajnokságon első helyen jutott tovább a selejtezőből, és a fináléban magabiztosan nyert. A győzelemhez a leggyengébb érvényes kísérlete is elegendő lett volna. A londoni olimpiai játékokon a selejtezőből 79,37 méterrel első helyen került a döntőbe, majd ott 80,59 méteres dobással aranyérmet nyert. 2013 márciusában megnyerte a téli dobó Európa kupát. 2013-as atlétikai világbajnokságon a legjobb eredménnyel jutott a döntőbe, ahol ezüstérmes lett. Egy héttel a vb után 82,40 méterrel a szezon addigi legjobb eredményét érte el. 2014 márciusában második lett a téli dobó Európa-kupán. Júniusban 81,31, majd 81,56 méterrel átvette a vezetést a világranglistán. Júliusban, a Gyulai István Memorial – Atlétikai Magyar Nagydíjon, 82,49 méterrel élete legjobb eredményét érte el. A 2014-es atlétikai Európa-bajnokságon tovább javítva legjobbját (82,69 m) aranyérmes lett. Szeptemberben megnyerte a világkupát. A világranglistán második lett. 2015-ben megnyerte a téli dobó Európa kupát. A 2015-ös atlétikai világbajnokságon negyedik helyezést ért el. 2016-ban ismét téli dobó Európa kupát nyert. Áprilisban lovaglóizom műtétje volt. Ezt követően a versenyein május végén 72,46 métert, júniusban 70,25 métert, júliusban 70,74 és 73,38 métert teljesített. Az Európa-bajnokságon nem indult. A riói olimpiai játékokon a 7. helyen végzett 75,28 méterrel.
2018 januárjában egy tiltólistán található, teljesítményfokozásra nem alkalmas szerrel megbukott a doppingvizsgálaton, amiért 2019 júliusáig eltiltották. 2019 februárjában műtéten esett át, amit injekció kúra követett. Júliusi visszatérésekor már bizonyos volt, hogy közvetlenül a 2019-es atlétikai világbajnokság után újabb műtét vár rá. A július végi ob egy érvénytelen kísérlete után félbeszakadt az időjárás miatt. A néhány nap múlva megrendezett folytatáson Pars már nem indult el. Augusztus 17-én egy tapolcai versenyen szerepelt újra, ahol 75,97 méteres dobásával 3 cm-re megközelítette a vb szintet. A dohai világbajnokságon 73,05 méterrel a 11. helyen végzett selejtezőcsoportjában, összesítésben ez a 22. helyhez volt elég, amivel nem jutott be a döntőbe.
2024-ben befejezte sportolói pályafutását.

## Rekordjai

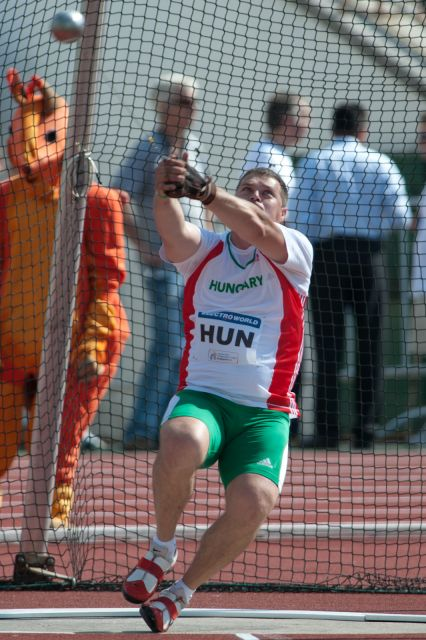
2010-ben egy budapesti versenyen

- 81,34 m (2001. szeptember 2., Szombathely) U20-as magyar csúcs (6 kg)
- 80,90 m (2004. június 13., Zalaegerszeg) U23-as magyar csúcs

## Díjai, elismerései
- Az év magyar ifjúsági atlétája (1999)
- Az év magyar junior atlétája (2001, 2002)
- Az év magyar utánpótlás atlétája (2003)
- Magyar Köztársasági Bronz Érdemkereszt (2004)
- Az év magyar atlétája (2007, 2008, 2009, 2011, 2012, 2013, 2014, 2015[30])
- Az év embere Vas megyében (2008)
- A Magyar Köztársasági Érdemrend lovagkeresztje (2008)
- Hazáért kitüntetés (2012)
- Szentgotthárd díszpolgára (2012)[31]
- A Magyar Érdemrend tisztikeresztje (2012)
- A MOB médiabizottságának különdíja (2012)
- Az év magyar férfi sportolója választás, harmadik helyezett (2013, 2014[32])